# Ingénieur d'armement
 (juin 2012).
Si vous disposez d'ouvrages ou d'articles de référence ou si vous connaissez des sites web de qualité traitant du thème abordé ici, merci de compléter l'article en donnant les références utiles à sa vérifiabilité et en les liant à la section « Notes et références ».
Ne doit pas être confondu avec Ingénieur de l’armement.
L'ingénieur d'armement est un cadre technique d'un armement maritime.

## Description
Un armement maritime est une compagnie de transport maritime ou de services qui arment des navires tels que : cargos, porte-conteneurs, pétroliers, paquebots, navires d'assistance offshore, ferry, etc.
L'ingénieur d'armement fait partie du Service technique qui est dirigé par le Directeur technique. Le plus souvent, l'Ingénieur d'Armement est un ancien navigant qui a exercé la fonction de Chef Mécanicien (Officier mécanicien de première Classe [OM1] ou Capitaine de première classe de la marine marchande [C1NM]) ou un ingénieur du Génie maritime.
En anglais, l'ingénieur d'armement est généralement désigné sous le nom de Superintendent.

## Rôle
Il a généralement la charge de trois à six navires. Son rôle est de s'assurer du bon entretien et de la bonne marche navire en l'assistant dans tous ses besoins : 
- Approvisionnement en pièces de rechange ;
- Approvisionnement en matières consommables, ce qui va du crayon à la peinture, en passant par l'outillage, etc ;
- Organisation du travail à bord en coordination avec le commandant et le chef mécanicien ;
- Organisation des réparations par des chantiers lors des escales ;
- Organisation des Arrêts Techniques qui ont lieu tous les trois à cinq ans, qui nécessitent le passage en cale sèche pour nettoyer et repeindre la carène (partie immergée) et effectuer les grosses réparations. Appels d'offres auprès de différents chantiers, choix du chantier ;
- Assister le navire lors d'avarie importante inopinée, où que ce soit dans le monde, le plus souvent en se rendant à bord pour diriger les réparations ;
- Relations avec la société de classification (par exemple le Bureau Veritas ou le Llyod) qui classe le navire en fonction de son état général et pour cela effectue régulièrement des visites à bord - Les fournisseurs d'huile, de pièces de rechange - Les Chantiers - Les autres services de la compagnie (Commercial - Soutes - Affrètement - Vente et achat de navires) - Les Affaires Maritimes, organisme d'état qui contrôle la sécurité du navire au moins une fois par an ;
- En cas de construction de navire neuf, il est responsable de la bonne marche de la construction, mais est secondé par un autre ingénieur (surveillant de travaux) qui sera sur place, au chantier, pendant toute la durée de la construction ;
- En cas d'achat d'un navire d'occasion, il ira inspecter le navire sous toutes ses coutures, et fera un rapport au service concerné. Il effectuera la prise en charge du navire lors de la livraison ;
- En cas de vente de navire, il s'occupera des relations avec l'acheteur pour organiser les visites et la livraison ;
- Il a aussi un rôle social. Il est le représentant de l'Armateur auprès des équipages. Pour cela, il se rend à bord des navires, en général lors d'un retour de voyage en zone Europe ou si le navire ne revient pas en Europe, ailleurs dans le monde. Il inspecte le navire, s'assure du bon entretien, donnent les directives, recueille éventuellement les doléances de l'équipage et transmet celles de l'armateur ;
- Il est responsable du budget du navire qui doit être le plus bas possible pour le meilleur service rendu ;
- Le week-end, il est de garde à tour de rôle avec ses collègues, pour assister tous les navires de la flotte en cas d'imprévu.